# 개와 개울에 비친 그림자
개와 개울에 비친 그림자 ( The Dog and Its Shadow or Reflection)는 이솝 우화의 하나로 페리 지표 133번에 해당된다.  이 우화는 자신이 갖고 있는 것에 만족하지 못하고 다른 사람의 것을 더 가지려고 하는 우둔한 인간의 욕심을 그리고 있다.

## 내용
어떤 개 한마리가 고기 한 점을 입에 물고 걸어가는 도중 한 저수지를 지나간다.  개는 물에 비친 자신의 입에 있는 고기를 보고 있다. 그 때 건너편에서 걸어 오는 다른 개가 더 큰 고기를 물고 다가오자, 갑자기 입을 열어 상대방 개를 공격하다가 자신의 입에 물린 고기가 저수지에 빠지고 만다.  